# Municipio de Bethel (Míchigan)
El municipio de Bethel (en inglés: Bethel Township) es un municipio ubicado en el condado de Branch en el estado estadounidense de Míchigan. En el año 2010 tenía una población de 1434 habitantes y una densidad poblacional de 15,35 personas por km².

## Geografía
El municipio de Bethel se encuentra ubicado en las coordenadas 41°51′11″N 85°6′43″O / 41.85306, -85.11194. Según la Oficina del Censo de los Estados Unidos, el municipio tiene una superficie total de 93.42 km², de la cual 92,8 km² corresponden a tierra firme y (0,67 %) 0,62 km² es agua.

## Demografía
Según el censo de 2010, había 1434 personas residiendo en el municipio de Bethel. La densidad de población era de 15,35 hab./km². De los 1434 habitantes, el municipio de Bethel estaba compuesto por el 90,31 % blancos, el 2,72 % eran afroamericanos, el 1,6 % eran amerindios, el 0,42 % eran asiáticos, el 4,39 % eran de otras razas y el 0,56 % eran de una mezcla de razas. Del total de la población el 6,76 % eran hispanos o latinos de cualquier raza.